# 김경욱 (양궁 선수)
김경욱(金京郁, 1970년 4월 18일~)은 대한민국의 전직 양궁 선수이자, 현재 스포츠 해설가이다.
경기도 여주출신로 여주 여흥초등학교 4학년에 재학 중이던 1980년에 양궁에 입문하여, 1987년 여주여종고 2학년때 양궁 국가대표 선수로 발탁되었다. 1989년 세계 선수권대회에서 개인전에서 은메달, 단체전에서 금메달을 획득하였다. 다음해인 1990년에는 아시안컵 대회에서 개인전과 단체전에서 모두 금메달을 획득하였다. 1994년 일본 히로시마시에서 열린 국제양궁대회에서도 모두 금메달을 석권하였다. 1996년 프레올림픽에서도 은메달을 획득하였고, 1996년 애틀란타 올림픽에서 개인전과 단체전에서 모두 금메달을 석권하였다.
올림픽 금메달 획득 다음 해인 1997년에는 전 빙상 국가대표 선수인 이인훈과 결혼하였다. 결혼 이후에도 2001년 세계 선수권대회에 출전하여 개인전 은메달, 단체전 동메달을 획득하였고, 2004년부터는 현대모비스에서의 선수생활과 함께 KBS의 아테네 올림픽에서의 중계방송 해설도 병행하였다. 2007년에는 수원시청으로 소속팀을 옮겼으나 같은해 말에 팀이 해체되면서 2008년 1월 14일에 현역 선수로서의 은퇴를 공식 선언하였다. 2008년 베이징 올림픽에서는 만삭의 몸으로 SBS의 양궁경기 중계방송의 해설을 담당하였고, 2012년 런던 올림픽에서도 SBS의 양궁 해설위원으로 활동하였다.

## 올림픽 출전과 퍼펙트 골드
김경욱은 1987년에 국가대표 선수로 발탁이 되었으나, 올림픽 출전은 9년이 더 지난 1996년에야 본 대회에 출전한다. 국가대표 발탁 다음 해인 1988년에는 서울 올림픽에 출전하기 위하여 치른 국내 예선전에서 10점 만점을 기록한 화살 3발을 심판이 확인하기도 전에 뽑아버리는 바람에 3발 모두 0점 처리되는 등의 어이없는 실수를 한 적이 있었다. 이에 대해 나중에 김경욱 자신은 긴장하지 않게 하기 위하여 연습 때처럼 하려던 게 정말 연습처럼 해버리는 실수를 범하였다고 회고하였다. 이후 1992년 바르셀로나 올림픽 대표선수 선발전에서도 초반에 탈락하였다.
이후 국가대표 발탁 9년 만인 1996년 만 26세의 나이로 애틀란타 올림픽의 올림픽 국가대표 3인 중 1명으로 최종 발탁되었다. 대회에서 김경욱은 개인전에서의 금메달과 단체전에서의 금메달 모두를 석권하게 된다. 특히 개인전 결승에서 과녁 정중앙에 위치한 초소형카메라를 2번이나 박살낸 일화가 유명하다. 이 일화를 계기로 김경욱은 '퍼펙트 골드'라는 별칭을 얻게 된다. 이후 체육훈장 청룡장을 수훈했다.

## 출신 학교
- 여흥초등학교
- 여주여자중학교
- 여주여자종합고등학교
- 한성디지털대학교